# Championnat d'Angleterre de football 1992-1993
Navigation
Édition précédente Édition suivante
La 94e édition du championnat d'Angleterre de football 1992-1993 est la première sous l'appellation Premier League. Elle oppose les vingt-deux meilleurs clubs d'Angleterre en une série de quarante-deux journées.
Elle est remportée par Manchester United. Le club de Manchester finit dix points devant Aston Villa et gagne son huitième titre de champion d'Angleterre, vingt-six ans après le dernier.
Manchester United se qualifie pour la Ligue des champions en tant que champion d'Angleterre. Arsenal FC, vainqueur de la coupe se qualifie pour la Coupe des vainqueurs de coupe. Aston Villa et Norwich City se qualifient pour la Coupe UEFA au titre de leur classement en championnat.
Le système de promotion/relégation ne change pas : descente et montée automatique, sans matchs de barrage pour les trois derniers de première division et les deux premiers de deuxième division, poule de play-off pour les troisième à sixième de la division 2 pour la dernière place en division 1. À la fin de la saison, les clubs de Crystal Palace, Middlesbrough et Nottingham Forest sont relégués en deuxième division. Ils sont remplacés par Newcastle United, West Ham United et Swindon Town après play-off.
L'attaquant anglais Teddy Sheringham, de Nottingham Forest puis de Tottenham Hotspur, remporte le titre de meilleur buteur du championnat avec 22 réalisations.

## Les 22 clubs participants
| \| Man. United 0 Aston Villa Norwich Blackburn Rovers QPR Liverpool Wednesday 0 Tottenham Man. City Arsenal 0 Chelsea Wimbledon Everton Sheffield U. Coventry Ipswich Leeds United Southampton Oldham Athletic 0 Crystal Palace Middlesbrough Nottingham Forest \| Localisation des clubs engagés dans le championnat. |
| Man. United 0 Aston Villa Norwich Blackburn Rovers QPR Liverpool Wednesday 0 Tottenham Man. City Arsenal 0 Chelsea Wimbledon Everton Sheffield U. Coventry Ipswich Leeds United Southampton Oldham Athletic 0 Crystal Palace Middlesbrough Nottingham Forest                                                           |

Légende des couleurs
- Premier tour de la Ligue des Champions 1992-1993
- Premier tour de la Coupe des Coupes 1992-1993
- Premier tour de la Coupe UEFA 1992-1993
- Promu de Second Division 1991-1992

| Club                | Classement 1991-1992 | Entraîneur                           | Capitaine          | Stade           |
| ------------------- | -------------------- | ------------------------------------ | ------------------ | --------------- |
| Leeds United        | 1                    | Howard Wilkinson                     | Gordon Strachan    | Elland Road     |
| Manchester United   | 2                    | Alex Ferguson                        | Bryan Robson       | Old Trafford    |
| Sheffield Wednesday | 3                    | Trevor Francis                       | Nigel Pearson      | Hillsborough    |
| Arsenal             | 4                    | George Graham                        | Tony Adams         | Arsenal Stadium |
| Manchester City     | 5                    | Peter Reid                           | Terry Phelan       | Maine Road      |
| Liverpool           | 6                    | Graeme Souness                       | Mark Wright        | Anfield         |
| Aston Villa         | 7                    | Ron Atkinson                         | Kevin Richardson   | Villa Park      |
| Nottingham Forest   | 8                    | Brian Clough                         | Stuart Pearce      | City Ground     |
| Sheffield United    | 9                    | Dave Bassett                         | Brian Gayle        | Bramall Lane    |
| Crystal Palace      | 10                   | Steve Coppell                        | Geoff Thomas       | Selhurst Park   |
| Queens Park Rangers | 11                   | Gerry Francis                        | David Bardsley     | Loftus Road     |
| Everton             | 12                   | Howard Kendall                       | Dave Watson        | Goodison Park   |
| Wimbledon           | 13                   | Joe Kinnear                          | John Scales        | Selhurst Park   |
| Chelsea             | 14                   | Ian Porterfield (02.1993) David Webb | Andy Townsend      | Stamford Bridge |
| Tottenham           | 15                   | Doug Livermore Ray Clemence          | Gary Mabbutt       | White Hart Lane |
| Southampton         | 16                   | Ian Branfoot                         | Matthew Le Tissier | The Dell        |
| Oldham Athletic     | 17                   | Joe Royle                            | Mike Milligan      | Boundary Park   |
| Norwich City        | 18                   | Mike Walker                          | Bryan Gunn         | Carrow Road     |
| Coventry City       | 19                   | Bobby Gould                          | Brian Borrows      | Highfield Road  |
| Ipswich Town        | 1 (SD)               | John Lyall                           | John Wark          | Portman Road    |
| Middlesbrough       | 2 (SD)               | Lennie Lawrence                      | Alan Kernaghan     | Ayresome Park   |
| Blackburn           | 6 (SD)               | Kenny Dalglish                       | Tim Sherwood       | Ewood Park      |

## Classement final
| Rang | Équipe              | Pts | J  | G  | N  | P  | Bp | Bc | Diff |
| ---- | ------------------- | --- | -- | -- | -- | -- | -- | -- | ---- |
| 1    | Manchester United   | 84  | 42 | 24 | 12 | 6  | 67 | 31 | +36  |
| 2    | Aston Villa         | 74  | 42 | 21 | 11 | 10 | 57 | 40 | +17  |
| 3    | Norwich City        | 72  | 42 | 21 | 9  | 12 | 61 | 65 | -4   |
| 4    | Blackburn P         | 71  | 42 | 20 | 11 | 11 | 68 | 46 | +22  |
| 5    | Queens Park Rangers | 63  | 42 | 17 | 12 | 13 | 63 | 55 | +8   |
| 6    | Liverpool           | 59  | 42 | 16 | 11 | 15 | 62 | 55 | +7   |
| 7    | Sheffield Wednesday | 59  | 42 | 15 | 14 | 13 | 55 | 51 | +4   |
| 8    | Tottenham           | 59  | 42 | 16 | 11 | 15 | 60 | 66 | -6   |
| 9    | Manchester City     | 57  | 42 | 15 | 12 | 15 | 56 | 51 | +5   |
| 10   | Arsenal C L         | 56  | 42 | 15 | 11 | 16 | 40 | 38 | +2   |
| 11   | Chelsea             | 56  | 42 | 14 | 14 | 14 | 51 | 54 | -3   |
| 12   | Wimbledon           | 54  | 42 | 14 | 12 | 16 | 56 | 55 | +1   |
| 13   | Everton             | 53  | 42 | 15 | 8  | 19 | 53 | 55 | -2   |
| 14   | Sheffield United    | 52  | 42 | 14 | 10 | 18 | 54 | 53 | +1   |
| 15   | Coventry City       | 52  | 42 | 13 | 13 | 16 | 52 | 57 | -5   |
| 16   | Ipswich Town P      | 52  | 42 | 12 | 16 | 14 | 50 | 55 | -5   |
| 17   | Leeds United T      | 51  | 42 | 12 | 15 | 15 | 57 | 62 | -5   |
| 18   | Southampton         | 50  | 42 | 13 | 11 | 18 | 54 | 61 | -7   |
| 19   | Oldham Athletic     | 49  | 42 | 13 | 10 | 19 | 63 | 74 | -11  |
| 20   | Crystal Palace      | 49  | 42 | 11 | 16 | 15 | 48 | 61 | -13  |
| 21   | Middlesbrough P     | 44  | 42 | 11 | 11 | 20 | 54 | 75 | -21  |
| 22   | Nottingham Forest   | 40  | 42 | 10 | 10 | 22 | 41 | 62 | -21  |

Qualifications européennes
- Ligue des Champions 1993-1994
- Coupe des Coupes 1993-1994
- Coupe UEFA 1993-1994

Relégation
- First Division 1993-1994

Abréviations
T : Tenant du titre

P : Promus de Second Division 1991-1992

C : Vainqueur de la FA Cup 1992-1993

L : Vainqueur de la League Cup 1992-1993

## Classement des buteurs
| Nom              | Buts | Equipe                           |
| ---------------- | ---- | -------------------------------- |
| Teddy Sheringham | 22   | Tottenham                        |
| Les Ferdinand    | 20   | Queens Park Rangers              |
| Dean Holdsworth  | 19   | Wimbledon FC                     |
| Mick Quinn       | 17   | Coventry City FC                 |
| Alan Shearer     | 16   | Blackburn Rovers                 |
| David White      | 16   | Manchester City                  |
| Chris Armstrong  | 15   | Crystal Palace                   |
| Eric Cantona     | 15   | Leeds United / Manchester United |
| Lee Chapman      | 15   | Leeds United / Portsmouth        |
| Brian Deane      | 15   | Sheffield United                 |

## Classement des passeurs
| Nom                | Passes décisives | Equipe                           |
| ------------------ | ---------------- | -------------------------------- |
| Eric Cantona       | 16               | Leeds United / Manchester United |
| Darren Anderton    | 11               | Tottenham                        |
| Matthew Le Tissier | 11               | Southampton FC                   |
| Niall Quinn        | 11               | Manchester City                  |
| Brian Deane        | 10               | Sheffield United                 |
| Jason Wilcox       | 10               | Blackburn Rovers F.C.            |
| Jason Dozzell      | 9                | Ipswich Town                     |
| Rick Holden        | 9                | Manchester City                  |
| Lee Sharpe         | 9                | Manchester United                |
| Teddy Sheringham   | 9                | Tottenham                        |